# William Beaudine
William Beaudine (ur. 15 stycznia 1892, zm. 18 marca 1970) – amerykański scenarzysta, aktor i reżyser filmowy.

## Filmografia
scenarzysta
- 1913: Almost a Wild Man
- 1916: The Tramp Chef
- 1942: Duke of the Navy
- 1944: What a Man!

aktor
- 1909: To Save Her Soul
- 1912: A Limited Divorce jako Mężczyzna w kurorcie
- 1913: A Delivery Package jako Osoba w kawiarni

reżyser
- 1915: Almost a King
- 1916: In Love with a Fireman
- 1920: Back From the Front
- 1925: Mała Anna Rooney
- 1934: Staroświecki sposób
- 1944: Hot Rhythm
- 1966: Jesse James poznaje córkę Frankensteina
- 1966: Billy the Kid kontra Drakula

## Wyróżnienia
Posiada swoją gwiazdę na Hollywoodzkiej Alei Gwiazd.